# ICHI (企業)
株式会社ICHI（イチ）は、アニメーション作品の版権管理および、実写映画を主体とした映像作品の企画・制作を主な事業内容とする日本の企業。2008年（平成20年）8月にナック（正式社名：株式会社KnacK）から社名を変更した。

## 概要・沿革
1963年放映の『鉄腕アトム』を皮切りにテレビアニメの制作が本格化し、プロダクションの新規参入が相次ぐ中、それらと一線を画すアニメーション作家主体の制作プロダクションとして、東映動画（現・東映アニメーション）出身の月岡貞夫と時報映画社取締役の鈴木元章をはじめとする7名が発起人（登記上の役員）となり、1967年（昭和42年）9月25日に株式会社ナック（KnacK、アニメーション工房ナック）を設立した。
初代代表取締役には月岡が就任したが、月岡の退社・独立後は発起人の一人である西野清市（聖市）が長く代表取締役を務めた。登記上の社名は後に「株式会社KnacK」とアルファベット表記へ変更されたが、社名変更後もクレジットでは引き続き「ナック」の仮名表記が使用される場合もあった。
設立当初はコマーシャルフィルムやテレビ番組のオープニング制作を中心に手掛け、テレビアニメから距離を置いていたナックも、折からのアニメブームに煽られる形で経営方針を変え、『いじわるばあさん』（1970年 - 1971年放映）よりテレビアニメの元請制作に参入する。
とりわけ『チャージマン研!』は、放送当時はあまり注目されていなかったが、2000年代後半頃よりその作画や演出、ストーリーの奇妙さ等がインターネットのコミュニティを中心に話題となっている。
1969年（昭和44年）、東京都中野区の事務所から東京都練馬区関町北1丁目14番7号に建設されたビル（ナックビル）に本社機能を移転する。後にビルの壁面に『ドン・チャック物語』のタイルアートが施され、「ドンチャックビル」の愛称で親しまれた。
1984年（昭和59年）から企画・制作した『アタッカーYOU!』は日本国内での人気は振るわなかったが、フランスやイタリアでのテレビ放送では爆発的な人気を獲得した。特にイタリアでは、バレーボールのプロ・リーグが創設されるきっかけとなったほか、2008年には続編も放送された。
1988年（昭和63年）に制作した『渋谷ホンキィトンク』でOVAの制作元請業務に進出し、翌年手掛けた『冒険してもいい頃』にて18禁OVAの制作元請を始めた。1990年（平成2年）以降はオリジナルビデオの制作に進出し、アニメと並行して実写映画作品の制作を行うようになった。同ジャンルでの第1作は、『冒険してもいい頃2』である。
1996年（平成8年）、『LUNATIC NIGHT』の制作に関与したのを最後にアニメ制作事業から完全に撤退。その後は実写映画やオリジナルビデオの制作にシフトしたが、そちらも徐々に縮小していく。
2008年（平成20年）8月26日付で株式会社 ICHIに社名を変更した。
2017年（平成29年）4月、吉野晴亮と吉野百子が共同で代表取締役社長に就任。同年12月、前述の本社ビルを解体し、現住所に移転。
2018年（平成30年）9月25日、前社長（2代目代表取締役）の西野清市が死去。
2023年現在は、『チャージマン研!』をはじめとするアニメ作品の版権管理・プロモーションを中心に活動している。
アニメーション作画チェックシステム「クイック・アクション・レコーダー（Q.A.R）」を開発製造した株式会社ナック（2000年に現社名のナックイメージテクノロジーに商号変更）とは資本等無関係の法人である。

## 主な作品

### アニメ
| 放送期間               | タイトル                                              | 放送局                                                | 備考                                                  |
| ---------------------- | ----------------------------------------------------- | ----------------------------------------------------- | ----------------------------------------------------- |
| 1970年 - 1971年        | いじわるばあさん                                      | よみうりテレビ(キー局)、NTV系列で放送                 |                                                       |
| 1972年                 | 正義を愛する者 月光仮面                               | 日本テレビ(キー局)、NTV系列で放送                     |                                                       |
| 1972年 - 1973年        | アストロガンガー                                      | 日本テレビ(キー局)、NTV系列で放送                     |                                                       |
| 1974年                 | チャージマン研!                                       | TBS(キー局)、TBS系列で放送                            |                                                       |
| 1974年                 | ダメおやじ                                            | 東京12チャンネル(キー局)、番組販売で放送              |                                                       |
| 1975年 - 1978年        | ドン・チャック物語                                    | 東京12チャンネル(キー局)、番組販売で放送              |                                                       |
| 1976年 - 1977年        | グロイザーX                                           | 東京12チャンネル(キー局)、番組販売で放送              |                                                       |
| 1978年 - 1979年        | 星の王子さま プチ・プランス                           | 朝日放送(キー局)、テレビ朝日系列で放送                |                                                       |
| 1979年-1980年          | まんが猿飛佐助                                        | 東京12チャンネル(キー局)、番組販売で放送              |                                                       |
| 1980年                 | スーキャット                                          | 東京12チャンネル(キー局)、番組販売で放送              |                                                       |
| 1981年 - 1982年        | まんが 水戸黄門                                       | 東京12チャンネル(キー局)→テレビ東京(番組販売等)て放送 |                                                       |
| 1982年 - 1983年        | サイボットロボッチ                                    | テレビ東京(キー局)、TXN系列で放送                     |                                                       |
| 1982年 - 1983年        | 一ッ星家のウルトラ婆さん                              | よみうりテレビ(キー局)、日本テレビ系列で放送          |                                                       |
| 1983年                 | サイコアーマー ゴーバリアン                           | テレビ東京(キー局)、TXN系列で放送                     |                                                       |
| 1984年 (1997年-1998年) | ドリトル先生物語                                      | NHK衛星第2テレビジョン                                | 日米合作、日本では1997年からNHK・衛星アニメ劇場で放送 |
| 1984年 - 1985年        | アタッカーYOU!                                        | テレビ東京(キー局)、TXN系列で放送                     |                                                       |
| 1986年 - 1987年        | Oh!ファミリー                                         | テレビ東京(キー局)、TXN系列で放送                     |                                                       |
| 1987年 - 1988年        | マンガ日本経済入門                                    | テレビ東京(キー局)、TXN系列で放送                     |                                                       |
| 1989年 - 1990年        | 桃太郎伝説 PEACHBOY LEGEND                            | テレビ東京(キー局)、TXN系列で放送                     |                                                       |
| 1990年 - 1991年        | PEACH COMMAND 新桃太郎伝説                            | テレビ東京(キー局)、TXN系列で放送                     |                                                       |
| 1992年                 | 2020年ワンダー・キディ                                | NHK BS2                                               | 韓国アニメ。日本語吹替版の制作および配給を担当        |
| 2008年                 | New Attacker You （続・アタッカーYOU 金メダルへの道） |                                                       | 日本国内未公開。イタリアでのみ放映                    |

#### OVA
- 安部譲二かっとび青春記 渋谷ホンキィトンク（1988年）
- ころがし涼太（1990年）
- フリテンくん（1990年）
- おカマ白書（1991年）
- なにわ遊侠伝シリーズ
  - なにわ遊侠伝（1992年）
  - 続なにわ遊侠伝（1992年）
  - なにわ遊侠伝 熱血!!爆笑マン開篇
  - なにわ遊侠伝 超極道!夜のバットはマン塁篇 （1993年）
  - なにわ遊侠伝 強烈!アナがあったら入れたい篇 （1993年）
  - なにわ遊侠伝 完結篇（1993年）
- クローズ（ケイエスエスと共同制作、1993年-1994年）
- サブマリン707（東映動画と共同制作、1997年）

##### アダルトアニメ
- やる気まんまんシリーズ
  - やる気まんまん1 "秘技芸者篇"（1989年）
  - やる気まんまん2 "昇天！ソープ嬢"（1989年）
  - やる気まんまん3 "KYOTOハーレムナイト"（1989年）
  - あげまんと福ちん（1991年）
- 冒険してもいい頃シリーズ
  - 冒険してもいい頃1 -初挑戦！ AV業界!!-（1989年）
  - 冒険してもいい頃2 -青春！ 燃えてクランクイン！-（1990年）
  - 冒険してもいい頃3 -アポロ軍団ゲリラ撮影隊参上！-（1990年）
- ヴィジョナリィ（1995年-1996年）
- 居候天国(1996年)
- 微熱症候群（1996年）
- LUNATIC NIGHT（1996年-1997年）

#### アニメ映画
- フリテンくん（1981年）
- 新世紀エヴァンゲリオン 劇場版 THE END OF EVANGELION Air/まごころを、君に（制作元請：ガイナックス・Production I.G、実写パート制作協力、1997年）

#### パイロット版
(株)ナック製作のテレビシリーズ作品・劇場用作品以外に、下記の作品が「パイロット版」として過去に製作された。そのうち、『スーパータロム』、『透明少年探偵アキラ』、『おこれ!!ノンクロ』、『日本の民話』、『みにっこ剣士』はパイロット版が存在するのみで、正式版は存在しない。現在は『チャージマン研!』のブルーレイソフト(No.BFTD-0390)の特典DVD『ナック・パイロット版作品集』に『スーパータロム』、『透明少年探偵アキラ』、『おこれ!!ノンクロ』(パイロット版B)、『のら犬ペスの冒険』、『とんち民話 がんばれ彦一」、『みにっこ剣士』、『SUE CAT』の7作品が収録され視聴できる。『おこれ!!ノンクロ』パイロット版Aは、過去にリリースされたDVDソフト『アニメの王国 チャージマン研!』の3作目として収録された。
- スーパータロム
- 透明少年探偵アキラ
- おこれ!!ノンクロ(※パイロット版AとBの2種類があり、A/Bで声優のキャスティングが異なる)
- のら犬ペスの冒険（※「ほえろブンブン」のパイロット版）
- アストロマン（※「アストロガンガー」のパイロットで、Blu-rayの映像特典として収録）
- 星の王子さま（※「星の王子さま プチ・プランス」のパイロット、Blu-rayの映像特典として収録）
- まんが水戸黄門（パイロット作品）
- 日本の民話「笠地蔵」
- 日本の民話「一寸法師」
- とんち民話 がんばれ!彦一
- みにっこ剣士
- 月光仮面 謎のゆうれいギャング
- SUE CAT（※「スーキャット」のパイロット作品）
- ドンチャック(※ドン・チャック物語のパイロット版/原版フィルムはテレビシリーズに転用)

### 実写
- バトルホーク（1976年）

#### 実写映画
- 1999年の夏休み（制作協力、1988年）
- 冒険してもいい頃2（1993年）
- 二十歳の微熱（製作協力、1993年）
- なにわ遊侠伝（1995年）
- パチンコ無宿（1995年）
- 修羅がゆく（1995年）
- リストラ代紋 史上最強の公務員（1996年）
- 極道三国志（1997年）
- くノ一忍法帖 柳生外伝（1998年）
- 極道はクリスチャン 修羅の抗争（2000年）
- 修羅のみち（2001年）
- パッチギ!（製作協力、2005年）

#### ビデオシリーズ
- パチンコ無宿 港の勝負師弾次郎（1995年）
- ピイナッツシリーズ
  - ピイナッツ -落華星-（1996年）
  - 新ピイナッツ1（1997年）
  - 新ピイナッツ2（1998年）
- 修羅がゆくシリーズ
  - 修羅がゆく2 戦争勃発（1996年）
  - 修羅がゆく3 九州ヤクザ戦争（1996年）
  - 修羅がゆく4 東京大戦争（1997年）
  - 修羅がゆく5 広島代理戦争（1997年）
  - 修羅がゆく6 東北激闘篇（1997年）
  - 修羅がゆく7 四国烈死篇（1998年）
  - 修羅がゆく8 首都決戦（1998年）
  - 修羅がゆく9 北海道進攻作戦（1999年）
  - 修羅がゆく10 北陸代理戦争（1999年）
  - 修羅がゆく11 名古屋頂上戦争（2000年）
  - 修羅がゆく12 北九州死闘篇（2000年）
  - 修羅がゆく13 完結篇（2000年）
- リストラ代紋シリーズ
  - リストラ代紋2（1997年）
  - リストラ代紋3（1997年）
- 極道三国志シリーズ
  - 極道三国志 総長への道（1998年）
  - 極道三国志3 血染めの九州死闘篇（1999年）
  - 極道三国志4 最後の博徒 血の抗争（2000年）
  - 極道三国志5 山陽道10年戦争（2000年）
- 新・極道三国志シリーズ
  - 新・極道三国志1"首都攻防篇"（2003年）
  - 新・極道三国志2 伊豆代理戦争勃発（2003年）
- 修羅のみちシリーズ
  - 修羅のみち2 "関西頂上決戦"（2001年）
  - 修羅のみち3 "広島四国全面戦争"（2001年）
  - 修羅のみち4 "北九州代理戦争"（2002年）
  - 修羅のみち5 "東北殺しの軍団"（2002年）
  - 修羅のみち6 "血染めの海峡"（2003年）
  - 修羅のみち7 "暴力金融列島"（2003年）
  - 修羅のみち8 "大阪最終血戦"（2003年）
  - 修羅のみち9 "北九州烈死篇"（2004年）
  - 修羅のみち10 "九州全面戦争"（2004年）
  - 修羅のみち11 "四国最終戦争"（2005年）
  - 修羅のみち12 "完結篇"（2005年）
- 必殺!バトルロード 妖剣女刺客シリーズ
  - 必殺!バトルロード 妖剣女刺客（2005年）
  - 必殺!バトルロード弐 妖剣女刺客（2006年）